# Émile Boutroux
Étienne Émile Marie Boutroux (Montrouge, 28 de julho de 1845 – Paris, 22 de novembro de 1921) foi um filósofo e historiador da filosofia francês.

## Biografia
Após obter um doutorado em filosofia em 1874, Émile Boutroux passa a ministrar aulas de filosofia na Universidade de Montpellier, em seguida na Universidade de Nancy e na École Normale Supérieure em 1878 e, finalmente, na Sorbonne, a partir de 1885.
Em 1898 foi eleito membro da Academia das Ciências Morais e Políticas e da Academia Francesa de Letras (cadeira n.º 32), em 1912.
Em 1900 discursou na abertura do Congresso Internacional de Filosofia, realizado em Paris.
Dentre seus alunos se destacam Henri Bergson e Emile Durkheim. Boutroux casou-se com Alice Poincaré, irmã do matemático Henri Poincaré, e teve como filho o também matemático Pierre Boutroux.

## Obras
- De la contingence des lois de la nature (sustentação de tese, 1874)
- La Grèce vaincue et les premiers stoïciens (1875)
- La Philosophie des Grecs, de E. Zeller (tradução, 1877-1884)
- La Monadologie, de Leibnitz (tradução, 1881)
- Socrate, fondateur de la science morale (1883)
- Les Nouveaux Essais, de Leibnitz (tradução, 1886)
- Questions de morale et d'éducation (1895)
- De l'idée de loi naturelle dans la science et la philosophie (1895)
- Études d'histoire de la philosophie (1897)
- Du devoir militaire à travers les âges (1899)
- Pascal (1900)
- Essais d’histoire de la philosophie (1901)
- La Philosophie de Fichte. Psychologie du mysticisme (1902)
- Science et religion dans la philosophie contemporaine (1908)
- William James (1911)

Traduções
- La Philosophie des Grecs, de Eduard Zeller (1877–1884).

Póstumo
- La Nature et l'Esprit (1925).
- Études d'Histoire de la Philosophie Allemande (1926).
- La Philosophie de Kant (1926).
- Nouvelles Études d'Histoire de la Philosophie (1927).
- Leçons sur Aristote (1990).